# Örsholmens IP
Örsholmens IP är en idrottsplats i Örsholmens industriområde i Karlstad och är FBK Karlstads hemmaarena. Läktaren kan ta upp till cirka 500 personer.[källa behövs]